# Silici sobre safir

Secció transversal d'un circuit integrat sobre un substrat de silici sobre safir (SOS).

El silici sobre safir (SOS) és un procés heteroepitaxial per a la fabricació de circuits integrats (IC) d'òxid metàl·lic i semiconductor (MOS) que consta d'una capa fina (normalment més fina que 0,6µm) de silici cultivat sobre una oblia de safir (Al₂O₃). SOS forma part de la família de tecnologies CMOS (MOS complementàries) de silici sobre aïllant (SOI).
Normalment, s'utilitzen cristalls de safir cultivats artificialment d'alta puresa. El silici normalment es diposita per la descomposició del gas silà (SiH4) sobre substrats de safir escalfats. L'avantatge del safir és que és un excel·lent aïllant elèctric, evitant que els corrents dispersos causats per la radiació s'estenguin als elements del circuit propers. SOS es va enfrontar als primers reptes en la fabricació comercial a causa de les dificultats per fabricar els transistors molt petits utilitzats en aplicacions modernes d'alta densitat. Això es deu al fet que el procés SOS dona lloc a la formació de dislocacions, agermanaments i falles d'apilament a partir de les disparitats de la xarxa cristal·lina entre el safir i el silici. A més, hi ha una mica d'alumini, un dopant de tipus p, contaminació del substrat al silici més proper a la interfície.
El 1963, Harold M. Manasevit va ser el primer a documentar el creixement epitaxial de silici sobre safir mentre treballava a la divisió Autonetics de North American Aviation (ara Boeing). El 1964, va publicar les seves conclusions amb el col·lega William Simpson al Journal of Applied Physics. El 1965, CW Mueller i PH Robinson dels laboratoris RCA van fabricar un MOSFET (transistor d'efecte de camp d'òxid metàl·lic i semiconductor) mitjançant el procés de silici sobre safir.
SOS es va utilitzar per primera vegada en aplicacions aeroespacials i militars a causa de la seva resistència inherent a la radiació. Més recentment, Peregrine Semiconductor ha fet avenços patentats en el processament i el disseny de SOS, la qual cosa permet que SOS es comercialitzi en gran volum per a aplicacions de radiofreqüència (RF) d'alt rendiment.
Els avantatges de la tecnologia SOS permeten als grups de recerca fabricar una varietat de circuits i sistemes SOS que es beneficien de la tecnologia i avança l'estat de l'art en:
- convertidors analògic a digital (Yale e-Lab va produir un prototip de nanowatts)
- tampons d'aïllament digital monolítics
- matrius de sensors d'imatge SOS-CMOS (una de les primeres matrius de sensors d'imatge CMOS estàndard capaç de transduir la llum simultàniament des d'ambdós costats de la matriu va ser produïda per Yale e-Lab)
- amplificadors de pinça de pegat
- dispositius de recollida d'energia
- integració tridimensional (3D) sense connexions galvàniques
- bombes de càrrega
- sensors de temperatura
- primers microprocessadors, com el RCA 1802